# Dni Krakowa

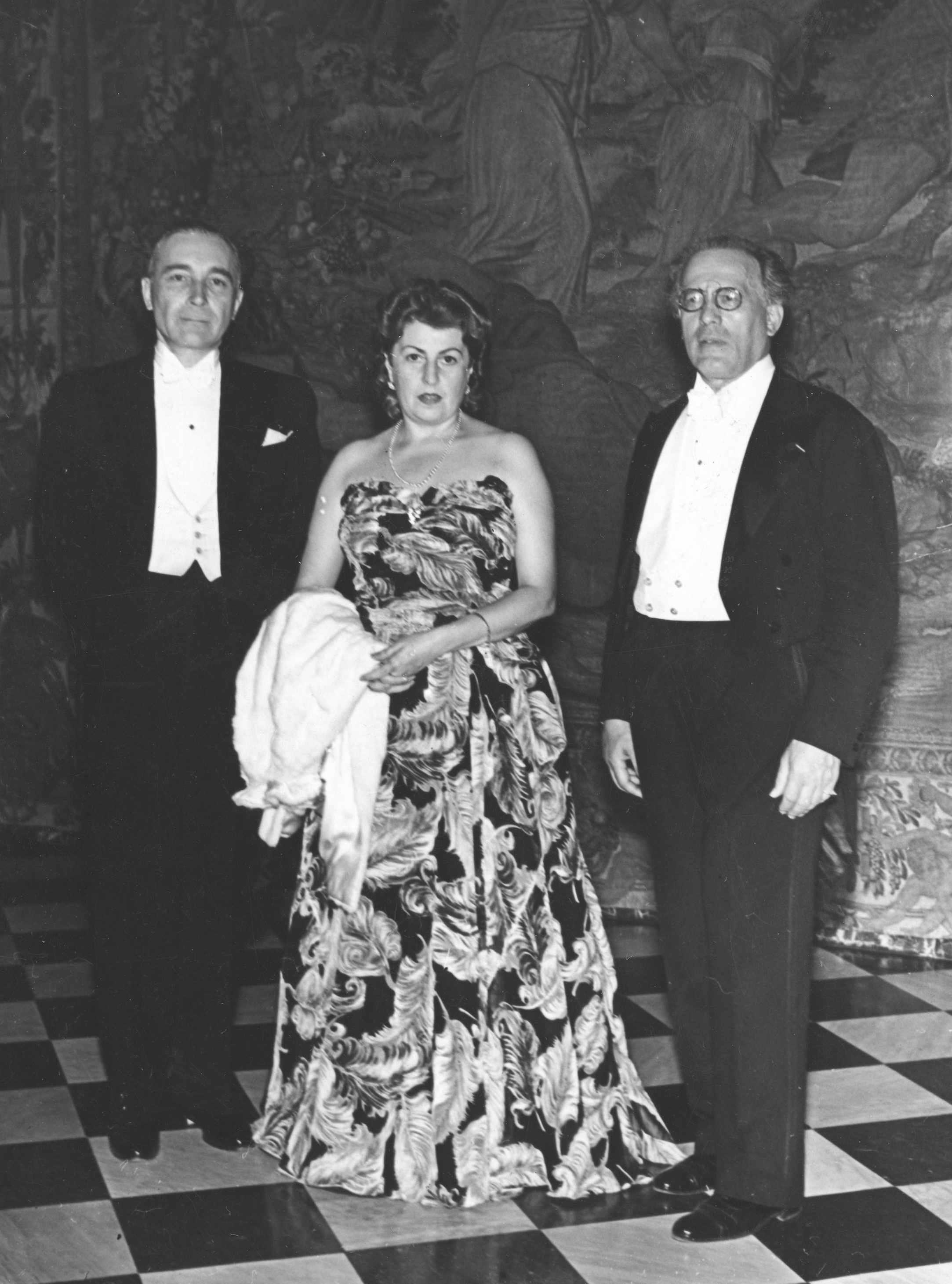
Pierwszy koncert Orkiestry Symfonicznej Polskiego Radia na Wawelu z okazji Dni Krakowa (1939)

Dni Krakowa – cykliczna impreza organizowana od 1936 roku. Po II wojnie światowej imprezę przywrócono z przerwą w latach 1969–1979. Od 1980 roku były organizowane corocznie w połowie czerwca. Od 1992 roku orgaznizowano zamiast Dni Krakowa obchody lokacji Krakowa. Nazwę przywrócono uchwałą Rady Miasta Krakowa w 2017 roku.

## Historia
Po raz pierwszy Dni Krakowa miały odbyć się w 1935 roku. Powstał komitet organizacyjny, przygotowano program. Został zorganizowany i rozstrzygnięty konkurs na plakat. 24 maja odbyło się posiedzenie komitetu organizacyjnego, który postanowił odroczyć organizacje imprezy o rok. Powodem była śmierć (14 maja) Józefa Piłsudskiego i ogłoszona 6 tygodniowa żałoba.

### Lata 1936–1939
Po raz pierwszy Dni Krakowa Zarząd Miasta i Polski Związek Turystyczny zorganizowały w 1936 roku z inicjatywy historyka sztuki kierującego od 1934 roku Miejskim Biurem Propagandy Artystycznej Jerzego Dobrzyckiego, krakowskiego poety i publicysty Adama Polewki oraz karykaturzysty i rysownika Antoniego Wasilewskiego. Z inicjatywy członka Towarzystwa Miłośników Historii i Zabytków Krakowa Władysława Bogatyńskiego obchodzono je pod oficjalnymi auspicjami tej instytucji.
Dni Krakowa miały być formą reklamy miasta i przyciągnąć turystów. Dlatego jako termin organizacji wybrano okres oktawy Bożego Ciała, gdy tradycyjnie organizowano pochód Lajkonika.
W 1936 roku rozpoczęły się 9 czerwca pochodem orkiestr i wciągnięciem flagi Dni na maszt, potem zorganizowano koncert orkiestry pod dyrekcją Ferdynanda Gemrota i chóru „Echo” pod dyrekcją Bolesława Wallek-Walewskiego. Podczas Dni obyły się między innymi: koncert Jana Kiepury na dziedzińcu wawelskim, występ Ady Sari w „Cyruliku sewilskim”, pochód Lajkonika, wybór Króla Kurkowego, Święto Kupały, „Wianki” i inne. W 1936 roku wskrzeszono również tradycję uroczystych pochodów orszaku królewskiego z Celestatu na Rynek Główny.
Od 1937 roku obchody Dni Krakowa połączono z Festiwalem Sztuki. W 1938 i 1939 roku były obchodzone jako Festiwal Sztuki i Dni Krakowa.
W 1939 roku obchodzono je po raz czwarty w dniach: 3–26 czerwca. Podczas Dni wystawiono po raz pierwszy sztukę napisaną specjalnie z tej okazji przez Mariana Niżyńskiego na podstawie legendy o Panu Twardowskim „Kawaler księżycowy”.

### Po II wojnie światowej
Powojenny program był zbliżony do przedwojennego, z pominięciem uroczystości o charakterze religijnym, organizowano natomiast, szczególnie w latach 40. i 50. XX wieku, występy zespołów robotniczych.
Pierwszą po wojnie imprezę zorganizowano w dniach 7 czerwca–22 lipca 1947. Pełna nazwa brzmiała Festiwal Sztuki „Dni Krakowa”.
Imprezy organizowały „efemeryczne komitety „Dni Krakowa”. Na przykład w 1953 roku komitet organizacyjny ukonstytuował się już w marcu. W jego skład weszli: M. Waligóra jako przewodniczący, jego zastępcą został poseł T. Mrugacz, a sekretarzem został T. Okulski. Od 1956 roku organizacją zajmowało się Stowarzyszenie Festiwalu Sztuki „Dni Krakowa”. Biuro Stowarzyszenia działało cały rok organizując imprezy rozrywkowe. W grudniu 1960 roku musiało zakończyć działalność w związku z rozporządzeniem Ministerstwa Kultury i Sztuki, że imprezy mogą organizować wyłącznie przedsiębiorstwa państwowe
Od lat 60. XX wieku imprezy miały charakter wielkich widowisk plenerowych takich jak Wianki w oprawie światło i dźwięk.
W latach 1969–1979 Dni Krakowa zostały zawieszone. Próbą reaktywowania festiwalu były tzw. Małe Dni Krakowa zorganizowane w 1972 roku przez redakcję „Echa Krakowa" i Krakowski Dom Kultury. Trwały one 3 dni i w ramach imprezy odbyły się między innymi: pochód Lajkonika, Pochód Nowoorleański z najlepszymi polskim zespołami jazzu tradycyjnego, parada orkiestr dętych, konkurs hejnalistów, koncert jazzowy, otwarcie Klubu Jazzowego w Klubie „Pod Jaszczurami”, konkurs na najlepszą książkę o Krakowie i pierwsza Noc Poetów pod pomnikiem Adama Mickiewicza.
Do organizacji Dni Krakowa powrócono w 1980 roku i organizowano je corocznie. W 1980 roku odbyły się one w dniach 12–22 czerwca. Rozpoczęły je zgodnie z tradycją harce Lajkonika, został też zorganizowany Festiwal Muzyki Krzysztofa Pendereckiego, a zakończyło widowisko Pieśń Wawelu. Ich organizację wspierał  miesięcznik „Kraków” redagowany przez Zbigniewa Reguckiego.
Od 1992 roku zamiast Dni Krakowa organizowano imprezy z okazji rocznicy lokacji miasta nazywane: Czerwiec w Krakowie, Festiwal Krakowski czy Święto Miasta. W 1997 roku z okazji jubileuszu 740–lecia lokacji Krakowa Rada Miasta ustanowiła dzień 5 czerwca Świętem Miasta Krakowa, a w 2017 roku dodatkowo ustanowiła w tym dniu Święto Flagi. Równocześnie w 2017 roku przywrócono nazwę Dni Krakowa jako doroczny cykl imprez towarzyszących tym świętom. Są to: Święto Muzyki, pochód Lajkonika, intronizacja króla kurkowego, Noc Teatrów, Wianki, Festiwal Kultury Żydowskiej, Miłosz Festiwal, Święto Chleba, Wielka Parada Smoków, Dzień Otwarty Magistratu czy Jarmark Świętojański.

## Reklama
W 1955 roku z okazji Dni Krakowa Witold Chomicz przygotował serię kart i znaczków pocztowych.

### Znak graficzny
W lutym 1980 roku zorganizowano ogólnopolski konkurs na znak graficzny Dni Krakowa. Przysłano 365 prac, w tym jedną z Włoch. Jury, któremu przewodniczył Janusz Trzebiatowski, w składzie: Janina Czarnecka, Roman Banaszewski, Władysław Pluta i Franciszek Gałuszka pierwszą nagrodę przyznało Leszkowi Szczurkowi z Ustronia, absolwentowi ASP z Katowic. Była to litera K z czapką.